# Eurovision Song Contest 2025
Cuộc thi Ca khúc Truyền hình châu Âu 2025 (hay còn được gọi là Eurovision Song Contest 2025) là cuộc thi Ca khúc truyền hình châu Âu lần thứ 69. Cuộc thi diễn ra tại nhà thi đấu St. Jakobshalle ở thành phố Basel, Thụy Sĩ, sau chiến thắng của quốc gia này tại cuộc thi năm 2024 với ca khúc "The Code", biểu diễn bởi Nemo. Cuộc thi do Liên hiệp Phát sóng châu Âu (EBU) và Tổng công ty Phát sóng Thụy Sĩ (SRG SSR) đăng cai tổ chức, và bao gồm hai vòng bán kết vào ngày 13 và 15 tháng 5, và đêm chung kết vào ngày 17 tháng 5 năm 2025. Hazel Brugger và Sandra Studer là dẫn chương trình của cuộc thi, với sự tham gia của Michelle Hunziker cho đêm chung kết.
37 quốc gia tham dự cuộc thi năm 2025. Montenegro quay trở lại sau hai năm vắng bóng, còn Moldova ban đầu đã có kế hoạch tham gia nhưng sau đó đã rút lui vì lý do kinh tế và chất lượng của vòng loại quốc gia. Sự tham dự của Israel trong bối cảnh chiến tranh Israel – Hamas tiếp tục gây tranh cãi trong mùa giải năm nay, dẫn đến việc một số đài truyền hình quốc gia đã kêu gọi một cuộc thảo luận cho vấn đề này.
Áo giành chiến thắng với bài hát "Wasted Love", do JJ trình diễn và do JJ sáng tác cùng với Teodora Špirić và Thomas Thurner. Áo đứng hạng nhất phần bầu chọn của giám khảo và hạng 4 phần bầu chọn của khán giả. Israel, Estonia, Thụy Điển và Ý hoàn thiện top 5 năm nay. 166 triệu lượt khán giả tại 37 thị trường châu Âu đã theo dõi cuộc thi năm 2024 trên sóng truyền hình theo báo cáo của EBU, tăng 3 triệu lượt khán giả so với năm trước.

## Địa điểm

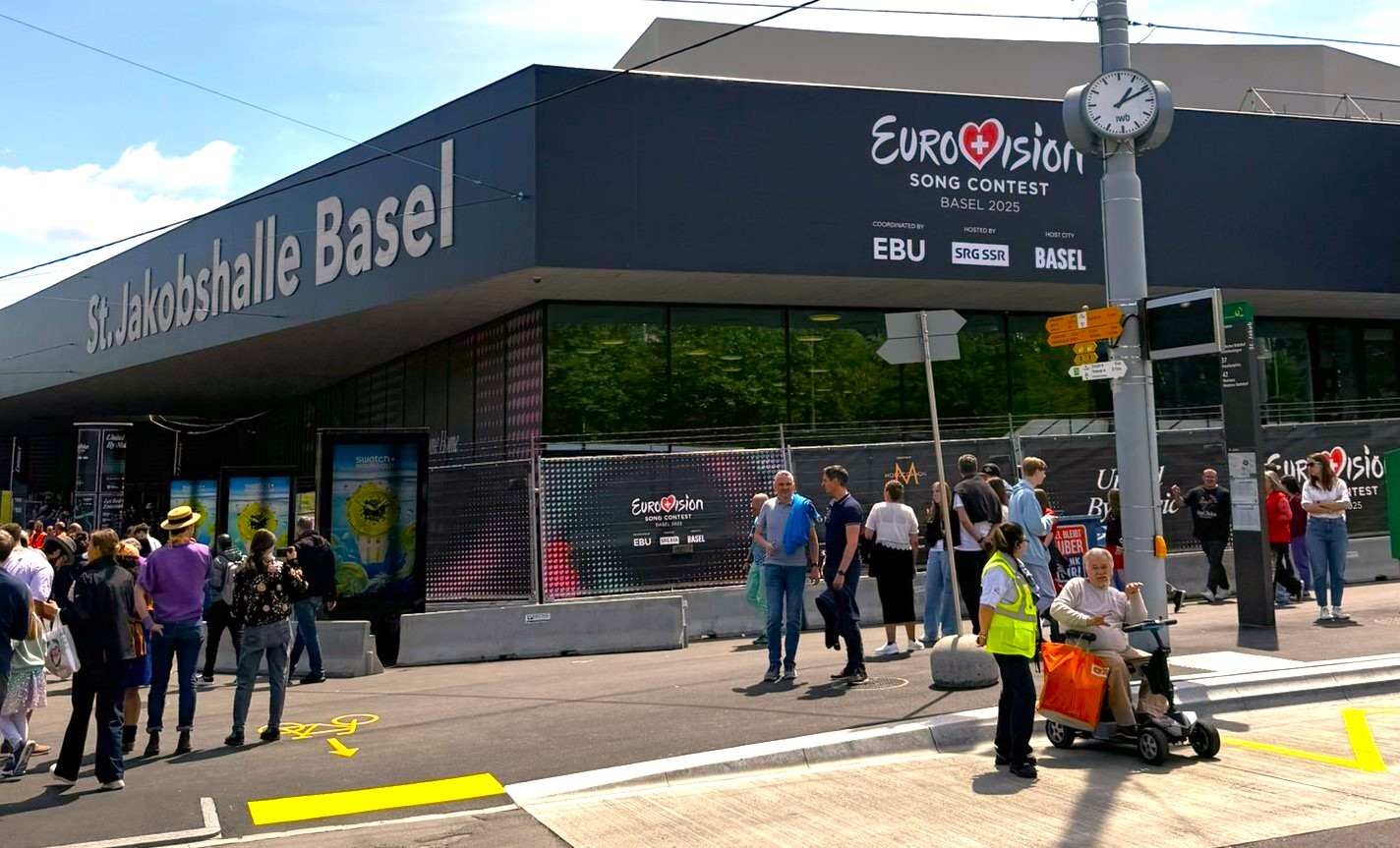
St. Jakobshalle, Basel – địa điểm tổ chức cuộc thi năm 2025

Cuộc thi năm 2025 diễn ra tại Basel, Thụy Sĩ, sau chiến thắng của quốc gia này tại cuộc thi năm 2024 với bài hát "The Code", do Nemo trình bày. Đây sẽ là lần thứ ba Thụy Sĩ đăng cai tổ chức cuộc thi; quốc gia trước đó đã tổ chức cuộc thi đầu tiên vào năm 1956 tại Lugano và cuộc thi năm 1989 tại Lausanne. Địa điểm được chọn cho cuộc thi là nhà thi đấu St. Jakobshalle có sức chứa 12.400 chỗ ngồi, nơi diễn ra các sự kiện thể thao trong nhà và hòa nhạc. Đấu trường này nằm ở Münchenstein thuộc bang Basel-Landschaft, ngay biên giới với bang Basel-Stadt.

### Giai đoạn đấu thầu
Sau chiến thắng của Thụy Sĩ tại cuộc thi năm 2024, chính quyền địa phương của Genève đã bày tỏ sự quan tâm đến việc đăng cai cuộc thi năm 2025 tại Palexpo và đã nộp đơn thầu chính thức. Vào cùng ngày, chủ tịch chính quyền Basel-Stadt, Conradin Cramer, cũng bày tỏ sự quan tâm đến việc Basel đăng cai sự kiện năm 2025. Vào ngày 12 tháng 5, Olma Hall ở St. Gallen được đề xuất là địa điểm tiềm năng.
Vào ngày 13 tháng 5, Lugano, nơi tổ chức cuộc thi đầu tiên vào năm 1956, đã loại trừ khả năng đăng cai vào năm 2025. Chủ tịch chính quyền bang Bern Philippe Müller đã bày tỏ sự miễn cưỡng của mình khi tổ chức cuộc thi tại thủ đô trên thực tế của Thụy Sĩ , nhưng chính quyền bang sau đó đã tuyên bố ủng hộ việc tổ chức sự kiện tại Bern. Trong khi đó, hội đồng thành phố Zurich đã tổ chức một cuộc họp "ưu tiên cao" để thảo luận về khả năng đấu thầu. Vào ngày 14 tháng 5, Lausanne, nơi tổ chức cuộc thi năm 1989, đã loại trừ khả năng đăng cai vào năm 2025 do thiếu cơ sở hạ tầng. Vào ngày 15 tháng 5, Biel/Bienne tuyên bố quan tâm đến việc đồng tổ chức sự kiện. Vào ngày 17 tháng 5, chính quyền địa phương Fribourg tuyên bố rằng họ đang xem xét khả năng đấu thầu. Vào ngày 5 tháng 6, chính quyền Basel-Stadt đã xác nhận rằng họ sẽ đấu thầu, đề xuất St. Jakobshalle và St. Jakob-Park là những địa điểm có thể tổ chức cuộc thi. Vào ngày 6 tháng 6, các thành phố Biel/Bienne và Bern đã nộp đơn đấu thầu chung. Vào ngày 12 tháng 6, St. Gallen thông báo rằng họ sẽ không dự thầu vì không đáp ứng được các yêu cầu để tổ chức sự kiện.
Vào ngày 30 tháng 5 năm 2024, đài truyền hình SRG SSR đã ban hành danh sách các yêu cầu cho các thành phố bày tỏ mong muốn đấu thầu. Basel, Bern, Genève và Zurich chính thức tuyên bố sự quan tâm của họ và hoàn thiện hồ sơ dự thầu vào ngày 28 tháng 6. Đại diện của đài truyền hình chủ nhà đã đến thăm bốn thành phố đấu thầu vào đầu tháng 7, và lọc ra Basel và Geneva vào ngày 19 tháng 7. Vào ngày 30 tháng 8, EBU và SRG SSR đã công bố Basel là thành phố đăng cai, với St. Jakobshalle là địa điểm được chọn để tổ chức. Một cuộc trưng cầu dân ý đã được tổ chức vào tháng 11 năm 2024 trong phạm vi lãnh thổ bang Basel-Stadt để phê duyệt chi phí tổ chức cuộc thi, kết quả được thông qua với sự ủng hộ của 66,6% cử tri.
Ký hiệu:

 †  Thành phố đăng cai
 *  Được lọc ra
 ^  Nộp đơn thầu
| Thành phố              | Địa điểm         | Ghi chú | Ct.                 |
| ---------------------- | ---------------- | --- | ------------------- |
| Basel †                | St. Jakob-Park   | Nơi tổ chức trận chung kết UEFA Europa League 2016 và sẽ tổ chức các trận đấu của UEFA Women's Euro 2025. Đơn thầu này phụ thuộc vào việc xây dựng mái che cho sân vận động. | [ 3 ] [ 27 ] [ 28 ] |
| Basel †                | St. Jakobshalle  | Nơi tổ chức sự kiện Swiss Indoors thường niên. | [ 3 ] [ 27 ] [ 28 ] |
| Bern với Biel/Bienne ^ | Neue Festhalle   | Đề xuất một nơi tổ chức sự kiện âm nhạc được quy hoạch xây dựng trong khu phức hợp Bernexpo.                                                                                 | [ 29 ] [ 30 ]       |
| Genève *               | Palexpo          | Tổ chức triển lãm ô tô quốc tế Geneva thường niên. Nơi đây cũng đã tổ chức vòng bán kết Davis Cup 2014 và Laver Cup 2019.                                                    | [ 31 ]              |
| St. Gallen             | Olma Hall        | — | [ 4 ] [ 32 ]        |
| Zurich ^               | Hallenstadion    | Đăng cai tổ chức giải Zurich Open thường niên từ năm 1993 đến năm 2008. | [ 33 ] [ 34 ]       |
| Zurich ^               | Swiss Life Arena | Địa điểm dự kiến cho Giải vô địch thế giới IIHF 2026. | [ 33 ] [ 34 ]       |

## Các quốc gia tham dự
Để đủ điều kiện tham gia cuộc thi Eurovision, các đài truyền hình quốc gia phải có tư cách là một thành viên của EBU và có khả năng phát sóng cuộc thi thông qua mạng viễn thông Eurovision trên toàn quốc. EBU đã gửi lời mời tham gia cuộc thi cho tất cả các thành viên chính.
Vào ngày 12 tháng 12 năm 2024, EBU ban đầu công bố 38 quốc gia sẽ tham gia cuộc thi năm 2025. Montenegro sẽ trở lại sau hai năm vắng bóng khỏi cuộc thi. Vào ngày 22 tháng 1 năm 2025, Moldova công bố rút lui khỏi cuộc thi, đưa tổng số các quốc gia dự thi xuống còn 37.
Hai nghệ sĩ trước đó đã từng dự thi Eurovision trở lại cuộc thi vào năm 2025: Justyna Steczkowska trước đây đã đại diện Ba Lan vào năm 1995, và Nina Žižić đã xuất hiện với Who See, đại diện Montenegro vào năm 2013. Sự trở lại của Steczkowska 30 năm sau lần dự thi đầu tiên của cô sẽ phá vỡ kỷ lục về khoảng cách dài nhất giữa hai lần tham gia của cùng một nghệ sĩ, hiện do Anna Vissi nắm giữ với khoảng cách 24 năm giữa các lần tham gia của cô cho Síp vào năm 1982 và Hy Lạp vào năm 2006.
| Quốc gia    | Đài truyền hình    | Nghệ sĩ             | Bài hát                         | Ngôn ngữ                             | Sáng tác | Ct.    |
| ----------- | ------------------ | ------------------- | ------------------------------- | ------------------------------------ | --- | ------ |
| Albania     | RTSH               | Shkodra Elektronike | "Zjerm"                         | Tiếng Albania                        | Lekë Gjeloshi Beatriçe Gjergji Kolë Laca | [ 42 ] |
| Anh Quốc    | BBC                | Remember Monday     | "What the Hell Just Happened?"  | Tiếng Anh                            | Julie Aagaard [ sv ] Sam Brennan Lauren Byrne Tom Hollings Holly-Anne Hull Kes Kamara Charlotte Steele Thomas Stengaard [ sv ]               | [ 43 ] |
| Áo          | ORF                | JJ                  | "Wasted Love"                   | Tiếng Anh                            | Johannes Pietsch Teodora Špirić Thomas Thurner                                                                                               | [ 44 ] |
| Armenia     | AMPTV              | Parg                | "Survivor"                      | Tiếng Anh                            | Benjamin Alasu Jon Aljidi Peter Boström Joshua Curran Thomas G:son Martin Mooradian Armen Paul Pargev Vardanyan Eva Voskanian Alex Wilke     | [ 45 ] |
| Azerbaijan  | İTV                | Mamagama            | "Run with U"                    | Tiếng Anh                            | Hasan Hayadar Sefael Mishiyev Roman Zee | [ 46 ] |
| Ba Lan      | TVP                | Justyna Steczkowska | "Gaja"                          | Tiếng Ba Lan, Tiếng Anh              | Dominic Buczkowski-Wojtaszek [ pl ] Patryk Kumór [ pl ] Justyna Steczkowska Emilian Waluchowski [ pl ]                                       | [ 47 ] |
| Bỉ          | VRT                | Red Sebastian       | "Strobe Lights"                 | Tiếng Anh                            | Billie Bentein [ nl ] Seppe Herreman Astrid Roelants Willem Vanderstichele                                                                   | [ 48 ] |
| Bồ Đào Nha  | RTP                | Napa                | "Deslocado"                     | Tiếng Bồ Đào Nha                     | Diogo Góis Guilherme Gomes João Lourenço Gomes João Rodrigues André Santos Francisco Sousa                                                   | [ 49 ] |
| Séc         | ČT                 | Adonxs              | "Kiss Kiss Goodbye"             | Tiếng Anh                            | Lorenzo Calvo Michaela Charvátová Ines Coulon Ronald Janeček George Masters-Clark Adam Pavlovčin Adriano Lopes da Silva [ lb ]               | [ 50 ] |
| Croatia     | HRT                | Marko Bošnjak       | "Poison Cake"                   | Tiếng Anh                            | Marko Bošnjak Emma Gale Filip Majdak Ben Pyne Bas Wissink                                                                                    | [ 51 ] |
| Đan Mạch    | DR                 | Sissal              | "Hallucination"                 | Tiếng Anh                            | Linnea Deb Melanie Hayrapetian Malthe Johansen Sissal Jóhanna Norðberg Niclasen Chris Rohde-Frisk Lina Spangsberg Marcus Winther-John [ da ] | [ 52 ] |
| Đức         | NDR                | Abor và Tynna       | "Baller"                        | Tiếng Đức                            | Attila Bornemisza Tünde Bornemisza Alexander Hauer                                                                                           | [ 54 ] |
| Estonia     | ERR                | Tommy Cash          | "Espresso Macchiato"            | Tiếng Ý, Tiếng Anh                   | Johannes Naukkarinen Tomas Tammemets | [ 55 ] |
| Gruzia      | GPB                | Mariam Shengelia    | "Freedom"                       | Tiếng Gruzia, Tiếng Anh              | Keti Gabisiani Buka Kartozia | [ 56 ] |
| Hà Lan      | AVROTROS           | Claude              | "C'est la vie"                  | Tiếng Pháp, Tiếng Anh                | Claude Kiambe Arno Krabman Léon Paul Palmen Joren van der Voort                                                                              | [ 57 ] |
| Hy Lạp      | ERT                | Klavdia             | "Asteromata" (Αστερομάτα)       | Tiếng Hy Lạp                         | Arcade Klavdia Papadopoulou | [ 58 ] |
| Iceland     | RÚV                | Væb                 | "Róa"                           | Tiếng Iceland                        | Gunnar Björn Gunnarsson Hálfdán Helgi Matthíasson Ingi Þór Garðarsson [ is ] Matthías Davíð Matthíasson                                      | [ 59 ] |
| Ireland     | RTÉ                | Emmy                | "Laika Party"                   | Tiếng Anh                            | Truls Marius Aarra Emmy Kristine Guttulsrud Kristiansen Erlend Guttulsrud Kristiansen Henrik Østlund Larissa Tormey                          | [ 60 ] |
| Israel      | IPBC               | Yuval Raphael       | "New Day Will Rise"             | Tiếng Anh, Tiếng Pháp, Tiếng Do Thái | Keren Peles | [ 61 ] |
| Latvia      | LTV                | Tautumeitas         | "Bur man laimi"                 | Tiếng Latvia                         | Laura Līcīte Elvis Lintiņš Asnate Rancāne [ lv ] Aurēlija Rancāne Gabriēla Zvaigznīte                                                        | [ 62 ] |
| Litva       | LRT                | Katarsis            | "Tavo akys"                     | Tiếng Litva                          | Lukas Radzevičius | [ 63 ] |
| Luxembourg  | RTL                | Laura Thorn         | "La poupée monte le son"        | Tiếng Pháp                           | Christophe Houssin Julien Salvia Ludovic-Alexandre Vidal                                                                                     | [ 64 ] |
| Malta       | PBS                | Miriana Conte       | "Serving"                       | Tiếng Anh                            | Miriana Conte Sarah Evelyn Fullerton Matthew "Muxu" Mercieca Benjamin Schmid                                                                 | [ 65 ] |
| Montenegro  | RTCG               | Nina Žižić          | "Dobrodošli" (Добродошли)       | Tiếng Montenegro                     | Darko Dimitrov Violeta Mihajlovska Milić Boris Subotić [ sr ]                                                                                | [ 66 ] |
| Na Uy       | NRK                | Kyle Alessandro     | "Lighter"                       | Tiếng Anh                            | Adam Allskog Kyle Alessandro Helgesen Villalobos                                                                                             | [ 67 ] |
| Pháp        | France Télévisions | Louane              | "Maman"                         | Tiếng Pháp                           | Anne Peichert Tristan Salvati | [ 68 ] |
| Phần Lan    | Yle                | Erika Vikman        | "Ich komme"                     | Tiếng Phần Lan                       | Christel Roosberg Jori Roosberg [ fi ] | [ 69 ] |
| San Marino  | SMRTV              | Gabry Ponte         | "Tutta l'Italia"                | Tiếng Ý                              | Andrea Bonomo [ it ] Gabriele Ponte Edwyn Roberts [ it ]                                                                                     | [ 71 ] |
| Serbia      | RTS                | Princ               | "Mila" (Мила)                   | Tiếng Serbia                         | Dušan Bačić | [ 72 ] |
| Síp         | CyBC               | Theo Evan           | "Shh"                           | Tiếng Anh                            | Linda Dale Dimitris Kontopoulos Lasse Nymann Elsa Søllesvik Elke Tiel                                                                        | [ 73 ] |
| Slovenia    | RTVSLO             | Klemen              | "How Much Time Do We Have Left" | Tiếng Anh                            | Klemen Slakonja Maja Slatinšek [ sl ] Ryan Small                                                                                             | [ 74 ] |
| Tây Ban Nha | RTVE               | Melody              | "Esa diva"                      | Tiếng Tây Ban Nha                    | Alberto Lorite Melodía Ruiz Gutiérrez | [ 75 ] |
| Thụy Điển   | SVT                | KAJ                 | "Bara bada bastu"               | Tiếng Thụy Điển                      | Axel Åhman [ sv ] Kevin Holmström [ sv ] Jakob Norrgård [ sv ] Robert Skowronski [ sv ] Kristofer Strandberg [ sv ] Anderz Wrethov           | [ 76 ] |
| Thụy Sĩ     | SRG SSR            | Zoë Më              | "Voyage"                        | Tiếng Pháp                           | Zoë Kressler Emily Middlemas Tom Oehler | [ 77 ] |
| Úc          | SBS                | Go-Jo               | "Milkshake Man"                 | Tiếng Anh                            | Jason Bovino Amy Sheppard George Sheppard Marty Zambotto                                                                                     | [ 78 ] |
| Ukraina     | Suspilne           | Ziferblat           | "Bird of Pray"                  | Tiếng Ukraina, Tiếng Anh             | Fedir Khodakov Danylo Leshchynskyi Valentyn Leshchynskyi                                                                                     | [ 79 ] |
| Ý           | RAI                | Lucio Corsi         | "Volevo essere un duro"         | Tiếng Ý                              | Lucio Corsi Tommaso Ottomano | [ 80 ] |

### Các quốc gia khác
Các đài truyền hình thành viên EBU ở Andorra, Bosna và Hercegovina và Slovakia  đã xác nhận không tham gia trước khi EBU công bố danh sách tham gia. Đài truyền hình Macedonia MRT đã thảo luận về khả năng đất nước này quay trở lại cuộc thi vào tháng 10 năm 2024, sau khi nhận được email từ người hâm mộ Eurovision thúc giục đài thực hiện điều đó; Bắc Macedonia cuối cùng đã không xuất hiện trong danh sách các quốc gia dự thi năm 2025. Tổng giám đốc đài truyền hình RTK của Kosovo Shkumbin Ahmetxhekaj đã gửi một bức thư chính thức tới EBU vào tháng 6 năm 2024, yêu cầu mời Kosovo tham gia cuộc thi vào năm 2025; nhưng đã bị Đại hội đồng EBU bác bỏ vào tháng 7 năm 2024.

## Sản xuất và hình thức
Cuộc thi Eurovision 2025 do Tổng công ty Phát sóng Thụy Sĩ (SRG SSR) sản xuất. Đội ngũ sản xuất chính bao gồm Reto Peritz và Moritz Stadler làm giám đốc điều hành, và Yves Schifferle là người đứng đầu chương trình. Christer Björkman với tư cách là nhà sản xuất cuộc thi và Tobias Åberg với tư cách là giám sát sản xuất, cùng với các nhân viên sản xuất khác bao gồm Nadja Burkhardt-Tracol với tư cách là người đứng đầu sự kiện, Manfred Winz với tư cách là người đứng đầu tài chính, Aurore Chatard với tư cách là người đứng đầu an ninh và Kevin Stuber với tư cách là người đứng đầu pháp lý. Việc sáng tác bộ thiết kế đồ họa và nhạc nền được giám sát bởi giám đốc nghệ thuật Artur Deyneuve.
Cơ cấu tổ chức cuộc thi được EBU tái cấu trúc vào năm 2025; sau một cuộc điều tra vào những tranh cãi về cuộc thi năm 2024. Hai vị trí mới đã được tạo ra: giám đốc ESC và trưởng ban thương hiệu và thương mại, trong đó giám đốc ESC giám sát công việc của tổng giám sát cuộc thi Martin Österdahl và trưởng ban thương hiệu và thương mại. Martin Green, người trước đây làm giám đốc điều hành cho cuộc thi năm 2023, được bổ nhiệm làm giám đốc ESC. Để phòng tránh những tình huống như tình huống dẫn đến việc Joost Klein, nghệ sĩ đại diện Hà Lan, bị loại khỏi vòng chung kết năm 2024, từ năm 2025 trở đi, sẽ không được phép quay phim các nghệ sĩ hậu trường nếu không có sự chấp thuận trước từ người đứng đầu bộ phận báo chí của đoàn đại biểu của họ. Một bộ quy tắc ứng xử và hướng dẫn nghĩa vụ chăm sóc sẽ được mã hóa và bắt buộc tất cả nhân viên làm việc trong sự kiện thực thi.
Ngân sách ban đầu dành cho ngân sách cuộc thi dự kiến là 61 triệu CHF (khoảng 65.2 triệu EUR). Trong đó, hội đồng nhân dân bang Basel-Stadt đóng góp 35 triệu CHF cho ngân sách của cuộc thi, SRG SSR đóng góp 20 triệu CHF, và EBU đóng góp 6 triệu CHF.

### Thiết kế đồ họa và sân khấu
Vào ngày 16 tháng 12 năm 2024, SRG SSR đã công bố chủ đề đồ họa và thiết kế sân khấu cho cuộc thi năm 2025. Chủ đề đồ họat mang tên "Unity Shapes Love" được xây dựng trên những "trái tim Eurovision" được thu nhỏ lại và sắp xếp để mô phỏng hiệu ứng điểm ảnh bán sắc. Được thiết kế năm thứ hai liên tiếp bởi nhà thiết kế sản xuất người Đức Florian Wieder, người trước đây đã thiết kế bối cảnh cho bảy cuộc thi trước đó, sân khấu được lấy cảm hứng từ những ngọn núi và sự đa dạng ngôn ngữ của Thụy Sĩ, được làm nổi bật bởi phần mở rộng ở trung tâm vào khu vực khán giả đứng xem, và được bao quanh bởi một vòm màn hình LED.
Vào ngày 26 tháng 2 năm 2025, SRG SSR đã công bố linh vật cho cuộc thi năm 2025, lần đầu tiên sự kiện này công bố linh vật kể từ 1992. Được đặt tên là "Lumo" và được thiết kế bởi Lynn Brunner thuộc Học viện thiết kế và nghệ thuật Basel, Lumo là hình trái tim nhân cách hóa với mái tóc xoăn màu cam.

### Dẫn chương trình
Diễn viên hài người Thụy Sĩ Hazel Brugger và Sandra Studer – người đại diện cho Thụy Sĩ vào năm 1991 – được công bố là dẫn chương trình của cuộc thi năm 2025 vào ngày 20 tháng 1 năm 2025, và họ sẽ dẫn dắt cả ba vòng thi; dẫn chương trình truyền hình người Thụy Sĩ-Ý Michelle Hunziker sẽ tham gia cùng họ trong trận chung kết. Buổi chiếu công khai trận chung kết tại sân vận động St. Jakob-Park sẽ do Sven Epiney và Mélanie Freymond làm dẫn chương trình; cả hai người cũng sẽ công bố điểm của ban giám khảo Thụy Sĩ từ sân vận động.

### Bốc thăm chia bảng bán kết

Kết quả bốc thăm phân bổ vòng bán kết
Các nước tham dự vòng bán kết 1
Các nước được đặc cách vào vòng chung kết, nhưng cũng được quyền bầu chọn tại vòng bán kết 1
Các nước tham dự vòng bán kết 2
Các nước được đặc cách vào vòng chung kết, nhưng cũng được quyền bầu chọn tại vòng bán kết 2

Một buổi lễ bốc thăm đã diễn ra vào ngày 28 tháng 1 năm 2025 lúc 12:30 CET tại Bảo tàng mỹ thuật Basel nhằm chỉ định vòng bán kết nào các quốc gia sẽ tham dự trong hai vòng bán kết. 31 nước dự thi hai vòng bán kết được chia thành năm nhóm dựa theo vị trí địa lý cũng như lịch sử bầu chọn trong những mùa giải trước của các nước, nhằm giảm khả năng các nước láng giềng bầu chọn cho nhau và gia tăng tính hồi hộp trong hai vòng bán kết. Ngoài ra, buổi lễ bốc thăm cũng xác định vòng bán kết nước chủ nhà Thụy Sĩ và các nước thuộc nhóm "Big Five" (Pháp, Đức, Ý, Tây Ban Nha và Anh Quốc) sẽ phát sóng và tham gia bầu chọn. Buổi lễ do Jennifer Bosshard và Jan van Ditzhuijzen dẫn chương trình, và bao gồm nghi thức chuyển giao giữa Carina Nilsson, chủ tịch hội đồng thành phố đăng cai trước đó là Malmö, và Conradin Cramer, chủ tịch chính quyền Basel-Stadt.
| Nhóm 1                                                      | Nhóm 2                                                      | Nhóm 3                                                    | Nhóm 4                                                     | Nhóm 5                                                   |
| ----------------------------------------------------------- | ----------------------------------------------------------- | --------------------------------------------------------- | ---------------------------------------------------------- | -------------------------------------------------------- |
| - Bỉ - Séc - Estonia - Hà Lan - Latvia - Litva - Luxembourg | - Armenia - Azerbaijan - Ba Lan - Gruzia - Israel - Ukraina | - Albania - Áo - Croatia - Montenegro - Serbia - Slovenia | - Bồ Đào Nha - Hy Lạp - Ireland - Malta - San Marino - Síp | - Đan Mạch - Iceland - Na Uy - Phần Lan - Thụy Điển - Úc |

## Tổng thể cuộc thi

### Bán kết 1
Vòng bán kết đầu tiên đã diễn ra vào ngày 13 tháng 5 năm 2025 lúc 21:00 (CEST), với 15 quốc gia dự thi. Những quốc gia đó cộng với 3 quốc gia được đặc cách vào vòng chung kết là Tây Ban Nha, Thụy Sĩ, và Ý, cùng với các nước không dự thi được gộp lại thành một bộ điểm từ "phần còn lại của thế giới", bầu chọn trong vòng bán kết này. Thứ tự biểu diễn được quyết định bởi tổ sản xuất cuộc thi và được công bố vào ngày 27 tháng 3 năm 2025. Bên cạnh các quốc gia tranh giành điểm, Tây Ban Nha, Ý và Thụy Sĩ cũng biểu diễn bài dự thi của mình trong vòng bán kết, lần lượt ở vị trí sau Estonia, Bỉ và Croatia. 10 quốc gia có điểm số cao nhất được quyền đi tiếp vào vòng chung kết. Các quốc gia tô đậm giành được tấm vé vào chung kết.
| Thứ tự | Quốc gia   | Nghệ sĩ             | Bài hát                         | Số điểm | Vị trí |
| ------ | ---------- | ------------------- | ------------------------------- | ------- | ------ |
| 1      | Iceland    | Væb                 | "Róa"                           | 97      | 6      |
| 2      | Ba Lan     | Justyna Steczkowska | "Gaja"                          | 85      | 7      |
| 3      | Slovenia   | Klemen              | "How Much Time Do We Have Left" | 23      | 13     |
| 4      | Estonia    | Tommy Cash          | "Espresso Macchiato"            | 113     | 5      |
| 5      | Ukraina    | Ziferblat           | "Bird of Pray"                  | 137     | 1      |
| 6      | Thụy Điển  | KAJ                 | "Bara bada bastu"               | 118     | 4      |
| 7      | Bồ Đào Nha | Napa                | "Deslocado"                     | 56      | 9      |
| 8      | Na Uy      | Kyle Alessandro     | "Lighter"                       | 82      | 8      |
| 9      | Bỉ         | Red Sebastian       | "Strobe Lights"                 | 23      | 14     |
| 10     | Azerbaijan | Mamagama            | "Run with U"                    | 7       | 15     |
| 11     | San Marino | Gabry Ponte         | "Tutta l'Italia"                | 46      | 10     |
| 12     | Albania    | Shkodra Elektronike | "Zjerm"                         | 122     | 2      |
| 13     | Hà Lan     | Claude              | "C'est la vie"                  | 121     | 3      |
| 14     | Croatia    | Marko Bošnjak       | "Poison Cake"                   | 28      | 12     |
| 15     | Síp        | Theo Evan           | "Shh"                           | 44      | 11     |

### Bán kết 2
Vòng bán kết thứ hai đã diễn ra vào ngày 15 tháng 5 năm 2025 lúc 21:00 (CEST), với 16 quốc gia dự thi. Những quốc gia đó cộng với 3 quốc gia được đặc cách vào vòng chung kết là Anh Quốc, Đức và Pháp, cùng với các nước không dự thi được gộp lại thành một bộ điểm từ "phần còn lại của thế giới", bầu chọn trong vòng bán kết này. Thứ tự biểu diễn được quyết định bởi tổ sản xuất cuộc thi và được công bố vào ngày 27 tháng 3 năm 2025. Bên cạnh các quốc gia tranh giành điểm, Anh, Pháp và Đức cũng biểu diễn bài dự thi của mình trong vòng bán kết, lần lượt ở vị trí sau Áo, Gruzia và Israel. 10 quốc gia có điểm số cao nhất được quyền đi tiếp vào vòng chung kết. Các quốc gia tô đậm giành được tấm vé vào vòng chung kết.
| Thứ tự | Quốc gia   | Nghệ sĩ          | Bài hát                  | Số điểm | Vị trí |
| ------ | ---------- | ---------------- | ------------------------ | ------- | ------ |
| 1      | Úc         | Go-Jo            | "Milkshake Man"          | 41      | 11     |
| 2      | Montenegro | Nina Žižić       | "Dobrodošli"             | 12      | 16     |
| 3      | Ireland    | Emmy             | "Laika Party"            | 28      | 13     |
| 4      | Latvia     | Tautumeitas      | "Bur man laimi"          | 130     | 2      |
| 5      | Armenia    | Parg             | "Survivor"               | 51      | 10     |
| 6      | Áo         | JJ               | "Wasted Love"            | 104     | 5      |
| 7      | Hy Lạp     | Klavdia          | "Asteromata"             | 112     | 4      |
| 8      | Litva      | Katarsis         | "Tavo akys"              | 103     | 6      |
| 9      | Malta      | Miriana Conte    | "Serving"                | 53      | 9      |
| 10     | Gruzia     | Mariam Shengelia | "Freedom"                | 28      | 15     |
| 11     | Đan Mạch   | Sissal           | "Hallucination"          | 61      | 8      |
| 12     | Séc        | Adonxs           | "Kiss Kiss Goodbye"      | 29      | 12     |
| 13     | Luxembourg | Laura Thorn      | "La poupée monte le son" | 62      | 7      |
| 14     | Israel     | Yuval Raphael    | "New Day Will Rise"      | 203     | 1      |
| 15     | Serbia     | Princ            | "Mila"                   | 28      | 14     |
| 16     | Phần Lan   | Erika Vikman     | "Ich komme"              | 115     | 3      |

### Chung kết
Vòng chung kết đã diễn ra vào ngày 17 tháng 5 năm 2025 lúc 21:00 (CEST), với 26 quốc gia tham gia dự thi: nước chủ nhà Thụy Sĩ, các nước thuộc nhóm "Big Five", và 10 quốc gia đạt được thứ hạng cao nhất từ mỗi vòng bán kết. Ban giám khảo và khán giả từ tất cả 37 nước tham dự cuộc thi, cũng như khán giả từ các nước không dự thi được gộp lại thành một bộ điểm từ "phần còn lại của thế giới", bầu chọn trong vòng chung kết.
| Thứ tự | Quốc gia    | Nghệ sĩ             | Bài hát                        | Số điểm | Vị trí |
| ------ | ----------- | ------------------- | ------------------------------ | ------- | ------ |
| 1      | Na Uy       | Kyle Alessandro     | "Lighter"                      | 89      | 18     |
| 2      | Luxembourg  | Laura Thorn         | "La poupée monte le son"       | 47      | 22     |
| 3      | Estonia     | Tommy Cash          | "Espresso Macchiato"           | 356     | 3      |
| 4      | Israel      | Yuval Raphael       | "New Day Will Rise"            | 357     | 2      |
| 5      | Litva       | Katarsis            | "Tavo akys"                    | 96      | 16     |
| 6      | Tây Ban Nha | Melody              | "Esa diva"                     | 37      | 24     |
| 7      | Ukraina     | Ziferblat           | "Bird of Pray"                 | 218     | 9      |
| 8      | Anh Quốc    | Remember Monday     | "What the Hell Just Happened?" | 88      | 19     |
| 9      | Áo          | JJ                  | "Wasted Love"                  | 436     | 1      |
| 10     | Iceland     | Væb                 | "Róa"                          | 33      | 25     |
| 11     | Latvia      | Tautumeitas         | "Bur man laimi"                | 158     | 13     |
| 12     | Hà Lan      | Claude              | "C'est la vie"                 | 175     | 12     |
| 13     | Phần Lan    | Erika Vikman        | "Ich komme"                    | 196     | 11     |
| 14     | Ý           | Lucio Corsi         | "Volevo essere un duro"        | 256     | 5      |
| 15     | Ba Lan      | Justyna Steczkowska | "Gaja"                         | 156     | 14     |
| 16     | Đức         | Abor & Tynna        | "Baller"                       | 151     | 15     |
| 17     | Hy Lạp      | Klavdia             | "Asteromata"                   | 231     | 6      |
| 18     | Armenia     | Parg                | "Survivor"                     | 72      | 20     |
| 19     | Thụy Sĩ     | Zoë Më              | "Voyage"                       | 214     | 10     |
| 20     | Malta       | Miriana Conte       | "Serving"                      | 91      | 17     |
| 21     | Bồ Đào Nha  | Napa                | "Deslocado"                    | 50      | 21     |
| 22     | Đan Mạch    | Sissal              | "Hallucination"                | 47      | 23     |
| 23     | Thụy Điển   | KAJ                 | "Bara bada bastu"              | 321     | 4      |
| 24     | Pháp        | Louane              | "Maman"                        | 230     | 7      |
| 25     | San Marino  | Gabry Ponte         | "Tutta l'Italia"               | 27      | 26     |
| 26     | Albania     | Shkodra Elektronike | "Zjerm"                        | 218     | 8      |

## Kết quả chi tiết

### Bán kết 1
10 quốc gia đủ điều kiện vào vòng chung kết được quyết định hoàn toàn bởi bình chọn của khán giả. 15 quốc gia dự thi trong bán kết 1, cùng với Tây Ban Nha, Thuỵ Sĩ, Ý và các quốc gia không tham gia cuộc thi dưới một bộ điểm chung từ "phần còn lại của thế giới" tham gia bình chọn. Riêng San Marino vì không thể đáp ứng được điều kiện bình chọn và không đưa ra được kết quả bình chọn hợp lệ, nên kết quả bình chọn của San Marino được thay thế bằng điểm bình chọn từ hội đồng giám khảo chuyên môn của quốc gia này. 10 quốc gia đủ điều kiện được vào vòng chung kết được công bố theo thứ tự ngẫu nhiên, và kết quả chi tiết được công bố sau khi đêm chung kết kết thúc.
| Phương thức bình chọn: 100% Khán giả 100% Hội đồng chuyên môn | Phương thức bình chọn: 100% Khán giả 100% Hội đồng chuyên môn | Tổng điểm | Iceland | Ba Lan | Slovenia | Estonia | Ukraina | Thuỵ Điển | Bồ Đào Nha | Na Uy | Bỉ | Azerbaijan | San Marino | Albania | Hà Lan | Croatia | Síp | Ý  | Tây Ban Nha | Thuỵ Sĩ | Phần còn lại của thế giới |
| Phương thức bình chọn: 100% Khán giả 100% Hội đồng chuyên môn | Phương thức bình chọn: 100% Khán giả 100% Hội đồng chuyên môn | Tổng điểm |         |        |          |         |         |           |            |       |    |            |            |         |        |         |     |    |             |         |                           |
| Quốc gia dự thi                                               | Iceland                                                       | 97        |         | 6      | 5        | 7       | 2       | 12        | 2          | 8     | 5  |            |            | 5       | 10     | 7       | 7   | 4  | 5           | 4       | 8                         |
| Quốc gia dự thi                                               | Ba Lan                                                        | 85        | 7       |        |          |         | 5       | 7         | 4          | 7     | 10 | 1          |            | 2       | 12     | 1       | 4   | 3  | 10          | 6       | 6                         |
| Quốc gia dự thi                                               | Slovenia                                                      | 23        |         |        |          | 3       | 1       |           |            | 1     |    | 2          | 8          | 1       |        | 6       | 1   |    |             |         |                           |
| Quốc gia dự thi                                               | Estonia                                                       | 113       | 6       | 8      | 1        |         | 3       | 6         | 6          | 6     | 4  | 10         | 10         | 8       | 6      | 12      | 8   | 8  | 4           | 3       | 4                         |
| Quốc gia dự thi                                               | Ukraina                                                       | 137       | 4       | 12     | 8        | 8       |         | 4         | 12         | 5     | 6  | 7          | 6          | 10      | 8      | 4       | 12  | 7  | 12          | 2       | 10                        |
| Quốc gia dự thi                                               | Thuỵ Điển                                                     | 118       | 12      | 7      | 4        | 12      | 4       |           | 7          | 12    | 8  | 4          |            | 6       | 7      | 8       | 5   | 6  | 2           | 7       | 7                         |
| Quốc gia dự thi                                               | Bồ Đào Nha                                                    | 56        | 1       | 3      | 3        | 6       | 7       | 2         |            | 3     | 3  |            | 4          |         | 3      |         |     | 1  | 7           | 8       | 5                         |
| Quốc gia dự thi                                               | Na Uy                                                         | 82        | 10      | 5      | 2        | 5       | 12      | 5         | 3          |       | 2  | 8          |            | 3       | 2      | 5       | 6   | 2  | 8           | 1       | 3                         |
| Quốc gia dự thi                                               | Bỉ                                                            | 23        | 5       |        |          | 1       |         |           |            |       |    |            | 12         |         | 5      |         |     |    |             |         |                           |
| Quốc gia dự thi                                               | Azerbaijan                                                    | 7         |         |        |          |         |         |           |            |       |    |            | 7          |         |        |         |     |    |             |         |                           |
| Quốc gia dự thi                                               | San Marino                                                    | 46        | 3       | 1      |          | 4       |         | 3         | 1          | 2     | 1  | 5          |            | 4       |        | 2       | 2   | 12 | 1           | 5       |                           |
| Quốc gia dự thi                                               | Albania                                                       | 122       | 2       | 10     | 7        | 2       | 10      | 10        | 8          | 4     | 7  | 6          | 1          |         | 4      | 10      | 3   | 10 | 6           | 10      | 12                        |
| Quốc gia dự thi                                               | Hà Lan                                                        | 121       | 8       | 4      | 6        | 10      | 6       | 8         | 10         | 10    | 12 | 3          | 3          | 7       |        | 3       | 10  | 5  | 3           | 12      | 1                         |
| Quốc gia dự thi                                               | Croatia                                                       | 28        |         | 2      | 12       |         | 8       | 1         |            |       |    |            | 2          |         | 1      |         |     |    |             |         | 2                         |
| Quốc gia dự thi                                               | Síp                                                           | 44        |         |        | 10       |         |         |           | 5          |       |    | 12         | 5          | 12      |        |         |     |    |             |         |                           |

#### 12 điểm
Dưới đây là bảng tổng kết 12 điểm (điểm cao nhất) nhận được của các quốc gia trong bán kết 1. Ukraina nhận được 12 điểm từ 4 quốc gia. Thuỵ Điển nhận được điểm cao nhất từ 3 quốc gia. Hà Lan và Síp nhận được 12 điểm từ 2 quốc gia. Bỉ, Ba Lan, Croatia, Estonia, Iceland, Na Uy và San Marino nhận được điểm tối đa từ 1 quốc gia. Albania nhận được điểm tối đa từ Phần còn lại của Thế giới.
| Số lượng | Quốc gia tham dự | Các quốc gia trao 12 điểm             |
| -------- | ---------------- | ------------------------------------- |
| 4        | Ukraina          | Ba Lan, Bồ Đào Nha, Síp, Tây Ban Nha, |
| 3        | Thụy Điển        | Estonia, Iceland, Na Uy               |
| 2        | Hà Lan           | Bỉ, Thụy Sĩ                           |
| 2        | Síp              | Albania, Azerbaijan                   |
| 1        | Albania          | Phần còn lại của thế giới             |
| 1        | Ba Lan           | Hà Lan                                |
| 1        | Bỉ               | San Marino                            |
| 1        | Croatia          | Slovenia                              |
| 1        | Estonia          | Croatia                               |
| 1        | Iceland          | Thụy Điển                             |
| 1        | Na Uy            | Ukraina                               |
| 1        | San Marino       | Ý                                     |

### Bán kết 2
10 quốc gia đủ điều kiện vào vòng chung kết được quyết định hoàn toàn bởi bình chọn của khán giả. 16 quốc gia dự thi trong bán kết 2, cùng với Anh Quốc, Đức, Pháp và các quốc gia không tham gia cuộc thi dưới một bộ điểm chung từ "phần còn lại của thế giới" tham gia bình chọn. 10 quốc gia đủ điều kiện được vào vòng chung kết được công bố theo thứ tự ngẫu nhiên, và kết quả chi tiết được công bố sau khi đêm chung kết kết thúc.
| Phương thức bình chọn: 100% Khán giả 100% Hội đồng chuyên môn | Phương thức bình chọn: 100% Khán giả 100% Hội đồng chuyên môn | Tổng điểm | Úc | Montenegro | Ireland | Latvia | Armenia | Áo | Hy Lạp | Litva | Malta | Georgia | Đan Mạch | Cộng hoà Séc | Luxembourg | Israel | Serbia | Phần Lan | Pháp | Đức | Anh Quốc | Phần còn lại của thế giới |
| Phương thức bình chọn: 100% Khán giả 100% Hội đồng chuyên môn | Phương thức bình chọn: 100% Khán giả 100% Hội đồng chuyên môn | Tổng điểm |    |            |         |        |         |    |        |       |       |         |          |              |            |        |        |          |      |     |          |                           |
| Quốc gia dự thi                                               | Úc                                                            | 41        |    |            | 3       | 6      |         | 2  |        | 6     | 5     | 1       | 3        | 1            |            |        |        | 5        |      | 2   | 5        | 2                         |
| Quốc gia dự thi                                               | Montenegro                                                    | 12        |    |            |         |        |         |    |        |       |       |         |          |              |            |        | 12     |          |      |     |          |                           |
| Quốc gia dự thi                                               | Ireland                                                       | 28        | 2  |            |         | 4      |         |    |        | 2     | 6     |         | 2        |              | 2          |        |        | 2        |      |     | 7        | 1                         |
| Quốc gia dự thi                                               | Latvia                                                        | 130       | 7  | 3          | 8       |        | 4       | 8  | 3      | 12    | 3     | 7       | 8        | 10           | 7          | 4      | 4      | 10       | 6    | 8   | 8        | 10                        |
| Quốc gia dự thi                                               | Armenia                                                       | 51        |    |            |         | 1      |         |    | 8      | 5     | 1     | 12      |          | 3            |            | 12     | 1      |          | 8    |     |          |                           |
| Quốc gia dự thi                                               | Áo                                                            | 104       | 3  | 7          | 6       | 7      | 8       |    | 10     | 8     | 7     | 6       | 7        | 6            | 4          | 6      | 6      | 7        | 1    | 5   |          |                           |
| Quốc gia dự thi                                               | Hy Lạp                                                        | 112       | 5  | 10         | 1       |        | 12      | 7  |        |       | 8     | 5       | 4        | 4            | 10         | 8      | 10     | 1        | 7    | 10  | 3        | 7                         |
| Quốc gia dự thi                                               | Litva                                                         | 103       | 1  | 5          | 10      | 12     | 1       |    | 4      |       | 2     | 8       | 6        | 8            | 8          |        | 5      | 6        | 5    | 7   | 10       | 5                         |
| Quốc gia dự thi                                               | Malta                                                         | 53        | 8  | 4          | 4       |        | 7       | 1  | 6      |       |       | 2       | 1        | 2            | 3          | 5      | 2      | 3        |      |     | 2        | 3                         |
| Quốc gia dự thi                                               | Georgia                                                       | 28        |    |            |         | 3      | 10      |    | 5      | 3     |       |         |          |              |            | 7      |        |          |      |     |          |                           |
| Quốc gia dự thi                                               | Đan Mạch                                                      | 61        | 6  | 2          | 5       | 2      | 3       | 3  |        | 4     | 4     |         |          | 5            | 1          | 1      |        | 8        | 3    | 4   | 6        | 4                         |
| Quốc gia dự thi                                               | Cộng hoà Séc                                                  | 29        |    |            |         |        | 5       | 5  |        |       |       | 3       |          |              | 5          | 3      |        |          |      |     |          | 8                         |
| Quốc gia dự thi                                               | Luxembourg                                                    | 62        | 4  | 1          | 2       | 5      |         | 6  | 7      | 1     |       |         | 5        |              |            | 10     | 3      | 4        | 10   | 3   | 1        |                           |
| Quốc gia dự thi                                               | Israel                                                        | 203       | 12 | 8          | 12      | 10     | 2       | 12 | 12     | 10    | 12    | 10      | 12       | 12           | 12         |        | 7      | 12       | 12   | 12  | 12       | 12                        |
| Quốc gia dự thi                                               | Serbia                                                        | 28        |    | 12         |         |        |         | 10 | 1      |       |       |         |          |              |            |        |        |          | 4    | 1   |          |                           |
| Quốc gia dự thi                                               | Phần Lan                                                      | 115       | 10 | 6          | 7       | 8      | 6       | 4  | 2      | 7     | 10    | 4       | 10       | 7            | 6          | 2      | 8      |          | 2    | 6   | 4        | 6                         |

#### 12 điểm
Dưới đây là bảng tổng kết 12 điểm (điểm cao nhất) nhận được của các quốc gia trong bán kết 1. Israel nhận được 12 điểm từ 12 quốc gia và Phần còn lại của thế giới. Armenia nhận được điểm cao nhất từ 2 quốc gia. Hy Lạp, Latvia, Litva, Montenegro and Serbia nhận được điểm tối đa từ 1 quốc gia. 
| Số lượng | Quốc gia tham dự | Các quốc gia trao 12 điểm |
| -------- | ---------------- | --- |
| 13       | Israel           | Anh Quốc, Áo, Cộng hoà Séc, Đan Mạch, Đức, Hy Lạp, Ireland, Luxembourg, Malta, Phần còn lại của thế giới, Phần Lan, Pháp, Úc |
| 2        | Armenia          | Gruzia, Israel |
| 1        | Hy Lạp           | Armenia |
| 1        | Latvia           | Litva |
| 1        | Litva            | Latvia |
| 1        | Montenegro       | Serbia |
| 1        | Serbia           | Montenegro |

### Chung kết
Kết quả đêm chung kết được quyết định bởi điểm khán giả bình chọn và điểm từ hội đồng giám khảo chuyên môn từ tất cả 37 quốc gia tham gia cuộc thi, cùng với điểm khán giả bình chọn từ các quốc gia không tham gia cuộc thi dưới một bộ điểm chung từ "phần còn lại của thế giới". Điểm của hội đồng giám khảo chuyên môn được trao cho từng quốc gia trong đêm chung kết thông qua người đại diện phát ngôn của quốc gia đó. Người đại diện phát ngôn công bố quốc gia nhận được 12 điểm, và những điểm còn lại sẽ được hiển thị trên màn hình. Sau khi nhận điểm từ tất cả các hội đồng giám khảo chuyên môn, điểm đến từ khán giả bình chọn được tổng hợp theo từng quốc gia dự thi chung kết và được công bố bởi người dẫn chương trình, bắt đầu từ quốc gia có tổng điểm từ hội đồng giám khảo chuyên môn thấp nhất đến cao nhất.
Thứ tự quốc gia sắp xếp trong bảng điểm chi tiết dựa theo thứ tự quốc gia công bố điểm từ hội đồng giám khảo chuyên môn trong đêm chung kết.
| Thứ hạng | Tổng điểm   | Tổng điểm | Hội đồng chuyên môn | Hội đồng chuyên môn | Khán giả    | Khán giả |
| Thứ hạng | Quốc gia    | Điểm      | Quốc gia            | Điểm                | Quốc gia    | Điểm     |
| -------- | ----------- | --------- | ------------------- | ------------------- | ----------- | -------- |
| 1        | Áo          | 436       | Áo                  | 258                 | Israel      | 297      |
| 2        | Israel      | 357       | Thụy Sĩ             | 214                 | Estonia     | 258      |
| 3        | Estonia     | 356       | Pháp                | 180                 | Thụy Điển   | 195      |
| 4        | Thụy Điển   | 321       | Ý                   | 159                 | Áo          | 178      |
| 5        | Ý           | 256       | Hà Lan              | 133                 | Albania     | 173      |
| 6        | Hy Lạp      | 231       | Thụy Điển           | 126                 | Ukraina     | 158      |
| 7        | Pháp        | 230       | Latvia              | 116                 | Ba Lan      | 139      |
| 8        | Albania     | 218       | Hy Lạp              | 105                 | Hy Lạp      | 126      |
| 9        | Ukraina     | 218       | Estonia             | 98                  | Phần Lan    | 108      |
| 10       | Thụy Sĩ     | 214       | Anh Quốc            | 88                  | Ý           | 97       |
| 11       | Phần Lan    | 196       | Phần Lan            | 88                  | Đức         | 74       |
| 12       | Hà Lan      | 175       | Malta               | 83                  | Na Uy       | 67       |
| 13       | Latvia      | 158       | Đức                 | 77                  | Litva       | 62       |
| 14       | Ba Lan      | 156       | Ukraina             | 60                  | Pháp        | 50       |
| 15       | Đức         | 151       | Israel              | 60                  | Hà Lan      | 42       |
| 16       | Litva       | 96        | Albania             | 45                  | Latvia      | 42       |
| 17       | Malta       | 91        | Đan Mạch            | 45                  | Iceland     | 33       |
| 18       | Na Uy       | 89        | Armenia             | 42                  | Armenia     | 30       |
| 19       | Anh Quốc    | 88        | Bồ Đào Nha          | 37                  | Luxembourg  | 24       |
| 20       | Armenia     | 72        | Litva               | 34                  | San Marino  | 18       |
| 21       | Bồ Đào Nha  | 50        | Tây Ban Nha         | 27                  | Bồ Đào Nha  | 13       |
| 22       | Luxembourg  | 47        | Luxembourg          | 23                  | Tây Ban Nha | 10       |
| 23       | Đan Mạch    | 47        | Na Uy               | 22                  | Malta       | 8        |
| 24       | Tây Ban Nha | 37        | Ba Lan              | 17                  | Đan Mạch    | 2        |
| 25       | Iceland     | 33        | San Marino          | 9                   | Anh Quốc    | 0        |
| 26       | San Marino  | 27        | Iceland             | 0                   | Thụy Sĩ     | 0        |

| - Phương thức bình chọn: - 100% Khán giả - 100% Hội đồng chuyên môn | - Phương thức bình chọn: - 100% Khán giả - 100% Hội đồng chuyên môn | Tổng điểm | Điểm hội đồng chuyên môn | Điểm khán giả | Hội đồng giám khảo chuyên môn | Hội đồng giám khảo chuyên môn | Hội đồng giám khảo chuyên môn | Hội đồng giám khảo chuyên môn | Hội đồng giám khảo chuyên môn | Hội đồng giám khảo chuyên môn | Hội đồng giám khảo chuyên môn | Hội đồng giám khảo chuyên môn | Hội đồng giám khảo chuyên môn | Hội đồng giám khảo chuyên môn | Hội đồng giám khảo chuyên môn | Hội đồng giám khảo chuyên môn | Hội đồng giám khảo chuyên môn | Hội đồng giám khảo chuyên môn | Hội đồng giám khảo chuyên môn | Hội đồng giám khảo chuyên môn | Hội đồng giám khảo chuyên môn | Hội đồng giám khảo chuyên môn | Hội đồng giám khảo chuyên môn | Hội đồng giám khảo chuyên môn | Hội đồng giám khảo chuyên môn | Hội đồng giám khảo chuyên môn | Hội đồng giám khảo chuyên môn | Hội đồng giám khảo chuyên môn | Hội đồng giám khảo chuyên môn | Hội đồng giám khảo chuyên môn | Hội đồng giám khảo chuyên môn | Hội đồng giám khảo chuyên môn | Hội đồng giám khảo chuyên môn | Hội đồng giám khảo chuyên môn | Hội đồng giám khảo chuyên môn | Hội đồng giám khảo chuyên môn | Hội đồng giám khảo chuyên môn | Hội đồng giám khảo chuyên môn | Hội đồng giám khảo chuyên môn | Hội đồng giám khảo chuyên môn | Hội đồng giám khảo chuyên môn |
| - Phương thức bình chọn: - 100% Khán giả - 100% Hội đồng chuyên môn | - Phương thức bình chọn: - 100% Khán giả - 100% Hội đồng chuyên môn | Tổng điểm | Điểm hội đồng chuyên môn | Điểm khán giả | Thuỵ Điển                     | Azerbaijan                    | Malta                         | Hà Lan                        | Slovenia                      | Armenia                       | Luxembourg                    | San Marino                    | Ukraina                       | Na Uy                         | Áo                            | Pháp                          | Ý                             | Bồ Đào Nha                    | Đan Mạch                      | Croatia                       | Latvia                        | Ireland                       | Ba Lan                        | Montenegro                    | Hy Lạp                        | Serbia                        | Cộng hoà Séc                  | Anh Quốc                      | Tây Ban Nha                   | Phần Lan                      | Úc                            | Đức                           | Bỉ                            | Israel                        | Albania                       | Litva                         | Iceland                       | Georgia                       | Síp                           | Estonia                       | Thuỵ Sĩ                       |
| - Phương thức bình chọn: - 100% Khán giả - 100% Hội đồng chuyên môn | - Phương thức bình chọn: - 100% Khán giả - 100% Hội đồng chuyên môn | Tổng điểm |                          |               |                               |                               |                               |                               |                               |                               |                               |                               |                               |                               |                               |                               |                               |                               |                               |                               |                               |                               |                               |                               |                               |                               |                               |                               |                               |                               |                               |                               |                               |                               |                               |                               |                               |                               |                               |                               |                               |
| Quốc gia dự thi                                                     | Na Uy                                                               | 89        | 22                       | 67            | 4                             |                               |                               |                               | 2                             |                               |                               |                               |                               |                               |                               |                               |                               |                               |                               | 1                             |                               |                               | 2                             |                               |                               |                               | 6                             |                               |                               |                               |                               | 1                             |                               |                               |                               |                               | 6                             |                               |                               |                               |                               |
| Quốc gia dự thi                                                     | Luxembourg                                                          | 47        | 23                       | 24            |                               |                               |                               | 6                             |                               |                               |                               |                               | 3                             |                               | 1                             |                               |                               |                               |                               |                               | 3                             |                               |                               | 4                             |                               |                               |                               | 4                             |                               |                               |                               |                               |                               | 2                             |                               |                               |                               |                               |                               |                               |                               |
| Quốc gia dự thi                                                     | Estonia                                                             | 356       | 98                       | 258           |                               | 7                             | 3                             |                               | 7                             | 2                             | 3                             | 7                             | 5                             | 4                             | 3                             |                               | 10                            | 3                             |                               | 5                             | 1                             |                               |                               |                               |                               | 3                             |                               | 3                             |                               | 4                             | 3                             |                               | 10                            |                               |                               | 7                             | 3                             |                               |                               |                               | 5                             |
| Quốc gia dự thi                                                     | Israel                                                              | 357       | 60                       | 297           |                               | 12                            |                               | 5                             |                               |                               | 1                             |                               | 2                             |                               |                               | 7                             |                               |                               | 3                             | 6                             |                               | 7                             |                               |                               | 1                             |                               |                               |                               |                               | 2                             |                               | 3                             |                               |                               | 5                             |                               |                               | 1                             | 5                             |                               |                               |
| Quốc gia dự thi                                                     | Litva                                                               | 96        | 34                       | 62            |                               |                               |                               | 4                             |                               |                               |                               | 3                             |                               |                               |                               |                               |                               |                               |                               |                               | 7                             |                               | 6                             | 3                             |                               |                               | 5                             | 6                             |                               |                               |                               |                               |                               |                               |                               |                               |                               |                               |                               |                               |                               |
| Quốc gia dự thi                                                     | Tây Ban Nha                                                         | 37        | 27                       | 10            | 2                             | 5                             | 5                             |                               |                               |                               |                               |                               |                               |                               |                               | 5                             |                               |                               |                               |                               |                               |                               |                               |                               |                               |                               |                               |                               |                               |                               |                               |                               |                               |                               | 10                            |                               |                               |                               |                               |                               |                               |
| Quốc gia dự thi                                                     | Ukraina                                                             | 218       | 60                       | 158           | 5                             | 8                             |                               |                               | 5                             | 4                             |                               | 4                             |                               | 1                             |                               |                               | 2                             | 8                             | 2                             | 2                             |                               |                               |                               |                               |                               | 4                             |                               |                               | 2                             |                               |                               |                               |                               | 4                             |                               | 2                             |                               | 6                             |                               |                               | 1                             |
| Quốc gia dự thi                                                     | Anh Quốc                                                            | 88        | 88                       | 0             |                               |                               |                               |                               |                               |                               | 6                             | 2                             | 10                            | 7                             | 7                             |                               | 12                            | 2                             | 4                             |                               |                               | 2                             | 1                             |                               |                               |                               | 10                            |                               | 6                             | 5                             |                               |                               |                               |                               |                               |                               | 5                             |                               |                               | 5                             | 4                             |
| Quốc gia dự thi                                                     | Áo                                                                  | 436       | 258                      | 178           | 12                            |                               | 7                             | 12                            | 10                            | 8                             | 10                            |                               | 1                             | 12                            |                               | 4                             |                               | 6                             | 5                             | 10                            | 12                            | 12                            | 7                             | 8                             | 10                            | 8                             |                               | 8                             | 7                             | 12                            | 7                             | 12                            | 12                            | 6                             | 7                             | 4                             | 8                             |                               | 7                             | 7                             | 7                             |
| Quốc gia dự thi                                                     | Iceland                                                             | 33        | 0                        | 33            |                               |                               |                               |                               |                               |                               |                               |                               |                               |                               |                               |                               |                               |                               |                               |                               |                               |                               |                               |                               |                               |                               |                               |                               |                               |                               |                               |                               |                               |                               |                               |                               |                               |                               |                               |                               |                               |
| Quốc gia dự thi                                                     | Latvia                                                              | 158       | 116                      | 42            |                               |                               |                               | 3                             |                               | 1                             | 2                             | 8                             | 6                             | 6                             | 4                             |                               |                               | 7                             | 12                            | 7                             |                               |                               |                               |                               |                               | 1                             |                               | 12                            |                               |                               | 10                            |                               | 7                             | 7                             |                               | 12                            |                               | 8                             |                               | 3                             |                               |
| Quốc gia dự thi                                                     | Hà Lan                                                              | 175       | 133                      | 42            | 8                             | 3                             |                               |                               | 4                             | 3                             | 7                             |                               |                               | 5                             | 2                             | 3                             |                               | 5                             |                               |                               |                               | 10                            | 10                            | 2                             | 8                             |                               | 7                             |                               | 10                            |                               |                               |                               | 3                             |                               | 3                             | 8                             | 10                            | 7                             | 8                             | 1                             | 6                             |
| Quốc gia dự thi                                                     | Phần Lan                                                            | 196       | 88                       | 108           | 6                             |                               | 6                             |                               |                               | 10                            |                               |                               |                               | 8                             | 12                            |                               | 1                             |                               | 6                             |                               | 10                            | 4                             |                               |                               |                               |                               |                               | 5                             |                               |                               | 2                             |                               | 4                             |                               |                               |                               | 1                             |                               |                               | 10                            | 3                             |
| Quốc gia dự thi                                                     | Ý                                                                   | 256       | 159                      | 97            |                               | 10                            | 4                             |                               | 12                            |                               |                               | 12                            | 8                             |                               |                               | 6                             |                               | 12                            | 8                             | 12                            |                               |                               | 8                             |                               | 4                             |                               | 3                             |                               | 4                             |                               |                               | 5                             | 5                             | 3                             |                               | 10                            | 2                             | 12                            | 3                             | 4                             | 12                            |
| Quốc gia dự thi                                                     | Ba Lan                                                              | 156       | 17                       | 139           |                               | 4                             |                               |                               |                               |                               |                               |                               |                               |                               |                               | 1                             |                               |                               |                               |                               |                               |                               |                               |                               |                               |                               |                               |                               |                               |                               | 5                             | 2                             | 2                             | 1                             |                               |                               |                               |                               |                               | 2                             |                               |
| Quốc gia dự thi                                                     | Đức                                                                 | 151       | 77                       | 74            |                               | 2                             |                               |                               |                               |                               | 4                             |                               | 12                            |                               |                               |                               | 8                             |                               |                               |                               | 2                             |                               |                               |                               | 5                             | 10                            | 12                            |                               | 3                             | 1                             |                               |                               | 1                             | 10                            |                               | 5                             |                               | 2                             |                               |                               |                               |
| Quốc gia dự thi                                                     | Hy Lạp                                                              | 231       | 105                      | 126           |                               |                               | 10                            |                               |                               |                               |                               |                               |                               |                               |                               | 8                             |                               | 1                             |                               | 4                             |                               | 3                             | 4                             | 12                            |                               | 6                             |                               | 1                             |                               | 3                             | 12                            | 6                             |                               | 12                            | 6                             |                               |                               | 5                             | 12                            |                               |                               |
| Quốc gia dự thi                                                     | Armenia                                                             | 72        | 42                       | 30            |                               |                               | 12                            |                               |                               |                               |                               |                               |                               |                               |                               | 10                            |                               |                               | 1                             |                               | 4                             | 1                             |                               | 1                             | 3                             | 2                             |                               |                               |                               |                               |                               |                               |                               | 5                             |                               |                               |                               | 3                             |                               |                               |                               |
| Quốc gia dự thi                                                     | Thuỵ Sĩ                                                             | 214       | 214                      | 0             | 10                            | 1                             | 2                             | 10                            | 8                             | 7                             | 8                             | 10                            | 7                             | 3                             |                               | 2                             | 4                             | 10                            | 10                            | 8                             | 8                             |                               | 12                            | 7                             | 6                             | 7                             |                               |                               | 12                            | 6                             | 1                             | 7                             | 8                             |                               | 8                             | 3                             | 7                             | 4                             | 6                             | 12                            |                               |
| Quốc gia dự thi                                                     | Malta                                                               | 91        | 83                       | 8             | 1                             |                               |                               |                               |                               | 5                             |                               | 1                             |                               |                               | 10                            |                               | 5                             |                               |                               |                               | 5                             | 6                             |                               | 5                             |                               |                               | 2                             | 7                             | 5                             | 7                             | 8                             | 8                             |                               | 8                             |                               |                               |                               |                               |                               |                               |                               |
| Quốc gia dự thi                                                     | Bồ Đào Nha                                                          | 50        | 37                       | 13            |                               | 6                             |                               | 7                             | 1                             |                               |                               | 6                             | 4                             |                               |                               |                               |                               |                               |                               |                               |                               |                               |                               |                               |                               |                               | 4                             |                               |                               |                               |                               |                               |                               |                               | 1                             | 6                             |                               |                               |                               |                               | 2                             |
| Quốc gia dự thi                                                     | Đan Mạch                                                            | 47        | 45                       | 2             |                               |                               |                               |                               |                               |                               |                               |                               |                               |                               | 8                             |                               | 7                             |                               |                               |                               |                               |                               |                               |                               |                               | 5                             | 1                             | 10                            |                               |                               | 4                             |                               |                               |                               |                               |                               |                               | 10                            |                               |                               |                               |
| Quốc gia dự thi                                                     | Thuỵ Điển                                                           | 321       | 126                      | 195           |                               |                               | 1                             | 8                             | 6                             | 6                             | 5                             |                               |                               | 10                            | 5                             |                               |                               |                               | 7                             | 3                             |                               | 5                             |                               |                               | 7                             |                               |                               |                               |                               | 10                            | 6                             | 4                             | 6                             |                               | 4                             | 1                             | 12                            |                               | 2                             | 8                             | 10                            |
| Quốc gia dự thi                                                     | Pháp                                                                | 230       | 180                      | 50            | 7                             |                               | 8                             | 2                             | 3                             | 12                            | 12                            | 5                             |                               | 2                             | 6                             |                               |                               |                               |                               |                               | 6                             | 8                             | 3                             | 6                             | 12                            | 12                            | 8                             | 2                             | 8                             | 8                             |                               | 10                            |                               |                               | 12                            |                               | 4                             |                               | 10                            | 6                             | 8                             |
| Quốc gia dự thi                                                     | San Marino                                                          | 27        | 9                        | 18            |                               |                               |                               |                               |                               |                               |                               |                               |                               |                               |                               |                               | 6                             |                               |                               |                               |                               |                               |                               |                               |                               |                               |                               |                               |                               |                               |                               |                               |                               |                               | 2                             |                               |                               |                               | 1                             |                               |                               |
| Quốc gia dự thi                                                     | Albania                                                             | 218       | 45                       | 173           | 3                             |                               |                               | 1                             |                               |                               |                               |                               |                               |                               |                               | 12                            | 3                             | 4                             |                               |                               |                               |                               | 5                             | 10                            | 2                             |                               |                               |                               | 1                             |                               |                               |                               |                               |                               |                               |                               |                               |                               | 4                             |                               |                               |

| - Phương thức bình chọn: - 100% Khán giả - 100% Hội đồng chuyên môn | - Phương thức bình chọn: - 100% Khán giả - 100% Hội đồng chuyên môn | Tổng điểm | Điểm hội đồng chuyên môn | Điểm khán giả | Khán giả bình chọn | Khán giả bình chọn | Khán giả bình chọn | Khán giả bình chọn | Khán giả bình chọn | Khán giả bình chọn | Khán giả bình chọn | Khán giả bình chọn | Khán giả bình chọn | Khán giả bình chọn | Khán giả bình chọn | Khán giả bình chọn | Khán giả bình chọn | Khán giả bình chọn | Khán giả bình chọn | Khán giả bình chọn | Khán giả bình chọn | Khán giả bình chọn | Khán giả bình chọn | Khán giả bình chọn | Khán giả bình chọn | Khán giả bình chọn | Khán giả bình chọn | Khán giả bình chọn | Khán giả bình chọn | Khán giả bình chọn | Khán giả bình chọn | Khán giả bình chọn | Khán giả bình chọn | Khán giả bình chọn | Khán giả bình chọn | Khán giả bình chọn | Khán giả bình chọn | Khán giả bình chọn | Khán giả bình chọn | Khán giả bình chọn | Khán giả bình chọn | Khán giả bình chọn        |
| - Phương thức bình chọn: - 100% Khán giả - 100% Hội đồng chuyên môn | - Phương thức bình chọn: - 100% Khán giả - 100% Hội đồng chuyên môn | Tổng điểm | Điểm hội đồng chuyên môn | Điểm khán giả | Thuỵ Điển          | Azerbaijan         | Malta              | Hà Lan             | Slovenia           | Armenia            | Luxembourg         | San Marino         | Ukraina            | Na Uy              | Áo                 | Pháp               | Ý                  | Bồ Đào Nha         | Đan Mạch           | Croatia            | Latvia             | Ireland            | Ba Lan             | Montenegro         | Hy Lạp             | Serbia             | Cộng hoà Séc       | Anh Quốc           | Tây Ban Nha        | Phần Lan           | Úc                 | Đức                | Bỉ                 | Israel             | Albania            | Litva              | Iceland            | Georgia            | Síp                | Estonia            | Thuỵ Sĩ            | Phần còn lại của thế giới |
| - Phương thức bình chọn: - 100% Khán giả - 100% Hội đồng chuyên môn | - Phương thức bình chọn: - 100% Khán giả - 100% Hội đồng chuyên môn | Tổng điểm |                          |               |                    |                    |                    |                    |                    |                    |                    |                    |                    |                    |                    |                    |                    |                    |                    |                    |                    |                    |                    |                    |                    |                    |                    |                    |                    |                    |                    |                    |                    |                    |                    |                    |                    |                    |                    |                    |                    |                           |
| Quốc gia dự thi                                                     | Na Uy                                                               | 89        | 22                       | 67            |                    | 6                  | 6                  |                    | 2                  | 4                  |                    |                    | 10                 |                    |                    |                    | 1                  |                    |                    | 4                  | 1                  |                    | 3                  |                    | 4                  | 3                  | 2                  |                    | 2                  |                    |                    |                    |                    |                    |                    | 2                  | 8                  | 4                  | 5                  |                    |                    |                           |
| Quốc gia dự thi                                                     | Luxembourg                                                          | 47        | 23                       | 24            |                    |                    |                    |                    | 4                  |                    |                    |                    |                    |                    |                    | 1                  |                    |                    |                    |                    |                    |                    |                    | 8                  |                    |                    |                    |                    |                    |                    |                    |                    |                    | 3                  | 8                  |                    |                    |                    |                    |                    |                    |                           |
| Quốc gia dự thi                                                     | Estonia                                                             | 356       | 98                       | 258           | 8                  | 8                  | 12                 | 8                  | 7                  | 12                 | 5                  | 7                  | 2                  | 7                  | 8                  |                    | 7                  | 1                  | 6                  | 12                 | 12                 | 6                  | 10                 | 10                 | 8                  | 12                 | 6                  | 6                  | 7                  | 8                  | 6                  | 4                  | 2                  | 10                 | 5                  | 10                 | 7                  | 8                  | 7                  |                    | 2                  | 2                         |
| Quốc gia dự thi                                                     | Israel                                                              | 357       | 60                       | 297           | 12                 | 12                 | 5                  | 12                 | 6                  |                    | 12                 | 10                 | 1                  | 10                 | 7                  | 12                 | 8                  | 12                 | 8                  |                    | 7                  | 10                 |                    | 7                  | 7                  | 2                  | 10                 | 12                 | 12                 | 10                 | 12                 | 12                 | 12                 |                    | 7                  | 3                  | 4                  | 7                  | 10                 | 2                  | 12                 | 12                        |
| Quốc gia dự thi                                                     | Litva                                                               | 96        | 34                       | 62            |                    |                    |                    |                    |                    |                    | 4                  |                    | 12                 | 4                  |                    |                    |                    |                    | 2                  |                    | 10                 | 8                  | 6                  |                    |                    |                    |                    | 8                  |                    | 1                  |                    |                    |                    |                    |                    |                    |                    | 6                  |                    | 1                  |                    |                           |
| Quốc gia dự thi                                                     | Tây Ban Nha                                                         | 37        | 27                       | 10            |                    |                    |                    |                    |                    |                    |                    |                    |                    |                    |                    |                    |                    | 6                  |                    |                    |                    | 1                  |                    |                    |                    |                    |                    |                    |                    |                    |                    |                    |                    |                    |                    |                    |                    |                    |                    |                    |                    | 3                         |
| Quốc gia dự thi                                                     | Ukraina                                                             | 218       | 60                       | 158           | 4                  | 4                  |                    | 4                  | 3                  |                    |                    | 4                  |                    | 2                  |                    | 6                  | 6                  | 10                 | 4                  | 2                  | 6                  | 7                  | 12                 | 6                  |                    |                    | 12                 |                    | 10                 | 2                  |                    | 3                  |                    | 12                 |                    | 7                  |                    | 10                 | 8                  | 6                  |                    | 8                         |
| Quốc gia dự thi                                                     | Anh Quốc                                                            | 88        | 88                       | 0             |                    |                    |                    |                    |                    |                    |                    |                    |                    |                    |                    |                    |                    |                    |                    |                    |                    |                    |                    |                    |                    |                    |                    |                    |                    |                    |                    |                    |                    |                    |                    |                    |                    |                    |                    |                    |                    |                           |
| Quốc gia dự thi                                                     | Áo                                                                  | 436       | 258                      | 178           |                    | 10                 | 10                 | 3                  | 10                 | 7                  |                    | 5                  | 6                  | 1                  |                    | 2                  | 4                  | 7                  | 3                  | 5                  | 4                  | 4                  | 7                  | 3                  | 10                 | 10                 | 4                  |                    | 4                  | 7                  | 3                  | 6                  | 3                  | 8                  | 6                  | 5                  | 3                  | 5                  | 6                  |                    | 6                  | 1                         |
| Quốc gia dự thi                                                     | Iceland                                                             | 33        | 0                        | 33            | 5                  |                    |                    |                    | 1                  |                    |                    |                    |                    | 3                  | 1                  |                    |                    |                    | 10                 | 1                  |                    |                    |                    |                    |                    |                    |                    |                    |                    | 6                  |                    | 1                  |                    |                    |                    |                    |                    |                    |                    | 5                  |                    |                           |
| Quốc gia dự thi                                                     | Latvia                                                              | 158       | 116                      | 42            |                    |                    |                    |                    |                    |                    | 1                  |                    | 8                  |                    |                    |                    |                    |                    |                    |                    |                    | 3                  | 2                  |                    |                    |                    |                    | 3                  |                    | 3                  | 2                  |                    |                    |                    |                    | 12                 |                    |                    |                    | 8                  |                    |                           |
| Quốc gia dự thi                                                     | Hà Lan                                                              | 175       | 133                      | 42            | 2                  |                    |                    |                    |                    | 2                  |                    | 2                  |                    | 5                  | 3                  |                    |                    | 3                  |                    |                    |                    |                    |                    |                    | 6                  |                    |                    |                    |                    |                    |                    |                    | 5                  |                    | 1                  | 1                  | 6                  |                    | 1                  | 4                  | 1                  |                           |
| Quốc gia dự thi                                                     | Phần Lan                                                            | 196       | 88                       | 108           | 10                 | 5                  | 7                  | 6                  |                    | 1                  |                    |                    |                    | 6                  | 2                  |                    |                    |                    | 5                  | 7                  | 3                  | 5                  | 1                  |                    |                    | 6                  | 3                  | 4                  | 6                  |                    | 10                 |                    |                    | 1                  |                    |                    | 5                  |                    |                    | 10                 |                    | 5                         |
| Quốc gia dự thi                                                     | Ý                                                                   | 256       | 159                      | 97            | 1                  |                    | 8                  | 2                  | 12                 |                    |                    | 3                  | 7                  |                    | 10                 | 3                  |                    | 8                  |                    | 6                  | 2                  |                    |                    | 1                  |                    |                    |                    |                    |                    |                    |                    | 2                  | 1                  |                    | 10                 | 6                  |                    |                    |                    | 7                  | 8                  |                           |
| Quốc gia dự thi                                                     | Ba Lan                                                              | 156       | 17                       | 139           | 6                  |                    | 2                  | 10                 |                    |                    | 3                  | 6                  | 3                  | 8                  | 5                  | 7                  | 3                  |                    | 7                  |                    |                    | 12                 |                    |                    |                    |                    | 8                  | 10                 | 8                  |                    | 1                  | 7                  | 10                 |                    |                    |                    | 12                 |                    | 4                  |                    | 3                  | 4                         |
| Quốc gia dự thi                                                     | Đức                                                                 | 151       | 77                       | 74            |                    |                    |                    | 1                  |                    | 5                  |                    |                    | 5                  |                    | 12                 |                    |                    |                    | 1                  | 3                  | 5                  |                    | 5                  |                    | 3                  | 5                  | 1                  |                    |                    | 5                  |                    |                    |                    | 5                  | 4                  | 8                  | 1                  | 2                  |                    | 3                  |                    |                           |
| Quốc gia dự thi                                                     | Hy Lạp                                                              | 231       | 105                      | 126           | 3                  |                    |                    | 5                  |                    | 8                  | 10                 | 12                 |                    |                    |                    | 4                  | 2                  |                    |                    |                    |                    |                    |                    | 4                  |                    | 8                  |                    | 2                  |                    |                    | 7                  | 10                 | 6                  | 7                  | 12                 |                    |                    |                    | 12                 |                    | 7                  | 7                         |
| Quốc gia dự thi                                                     | Armenia                                                             | 72        | 42                       | 30            |                    |                    |                    |                    |                    |                    |                    |                    |                    |                    |                    | 8                  |                    |                    |                    |                    |                    |                    |                    |                    | 2                  |                    |                    |                    |                    |                    |                    |                    |                    | 6                  |                    |                    |                    | 12                 | 2                  |                    |                    |                           |
| Quốc gia dự thi                                                     | Thuỵ Sĩ                                                             | 214       | 214                      | 0             |                    |                    |                    |                    |                    |                    |                    |                    |                    |                    |                    |                    |                    |                    |                    |                    |                    |                    |                    |                    |                    |                    |                    |                    |                    |                    |                    |                    |                    |                    |                    |                    |                    |                    |                    |                    |                    |                           |
| Quốc gia dự thi                                                     | Malta                                                               | 91        | 83                       | 8             |                    | 1                  |                    |                    |                    |                    |                    |                    |                    |                    |                    |                    |                    |                    |                    |                    |                    |                    |                    |                    |                    | 1                  |                    | 1                  |                    |                    | 5                  |                    |                    |                    |                    |                    |                    |                    |                    |                    |                    |                           |
| Quốc gia dự thi                                                     | Bồ Đào Nha                                                          | 50        | 37                       | 13            |                    |                    |                    |                    |                    |                    | 8                  |                    |                    |                    |                    | 5                  |                    |                    |                    |                    |                    |                    |                    |                    |                    |                    |                    |                    |                    |                    |                    |                    |                    |                    |                    |                    |                    |                    |                    |                    |                    |                           |
| Quốc gia dự thi                                                     | Đan Mạch                                                            | 47        | 45                       | 2             |                    |                    |                    |                    |                    |                    |                    |                    |                    |                    |                    |                    |                    |                    |                    |                    |                    |                    |                    |                    |                    |                    |                    |                    |                    |                    |                    |                    |                    |                    |                    |                    | 2                  |                    |                    |                    |                    |                           |
| Quốc gia dự thi                                                     | Thuỵ Điển                                                           | 321       | 126                      | 195           |                    | 3                  | 1                  | 7                  | 5                  | 6                  | 2                  | 1                  | 4                  | 12                 | 4                  |                    | 5                  | 4                  | 12                 | 8                  | 8                  | 2                  | 8                  | 5                  | 1                  | 7                  | 7                  | 7                  | 5                  | 12                 | 8                  | 5                  | 4                  | 2                  | 2                  | 4                  | 10                 | 1                  |                    | 12                 | 5                  | 6                         |
| Quốc gia dự thi                                                     | Pháp                                                                | 230       | 180                      | 50            |                    | 2                  |                    |                    |                    | 10                 | 6                  |                    |                    |                    |                    |                    |                    | 5                  |                    |                    |                    |                    |                    | 2                  | 5                  |                    |                    |                    | 1                  |                    |                    |                    | 8                  | 4                  |                    |                    |                    |                    | 3                  |                    | 4                  |                           |
| Quốc gia dự thi                                                     | San Marino                                                          | 27        | 9                        | 18            |                    |                    | 3                  |                    |                    |                    |                    |                    |                    |                    |                    |                    | 12                 |                    |                    |                    |                    |                    |                    |                    |                    |                    |                    |                    |                    |                    |                    |                    |                    |                    | 3                  |                    |                    |                    |                    |                    |                    |                           |
| Quốc gia dự thi                                                     | Albania                                                             | 218       | 45                       | 173           | 7                  | 7                  | 4                  |                    | 8                  | 3                  | 7                  | 8                  |                    |                    | 6                  | 10                 | 10                 | 2                  |                    | 10                 |                    |                    | 4                  | 12                 | 12                 | 4                  | 5                  | 5                  | 3                  | 4                  | 4                  | 8                  | 7                  |                    |                    |                    |                    | 3                  |                    |                    | 10                 | 10                        |